# 瓊季基
49°10′33″N 28°26′46″E / 49.17583°N 28.44611°E
瓊季基（烏克蘭語：Тютьки），是烏克蘭的村落，位於該國西南部文尼察州，由文尼察區負責管轄，面積0.14平方公里，海拔高度289米，2001年人口590，人口密度每平方公里4,370.37人。

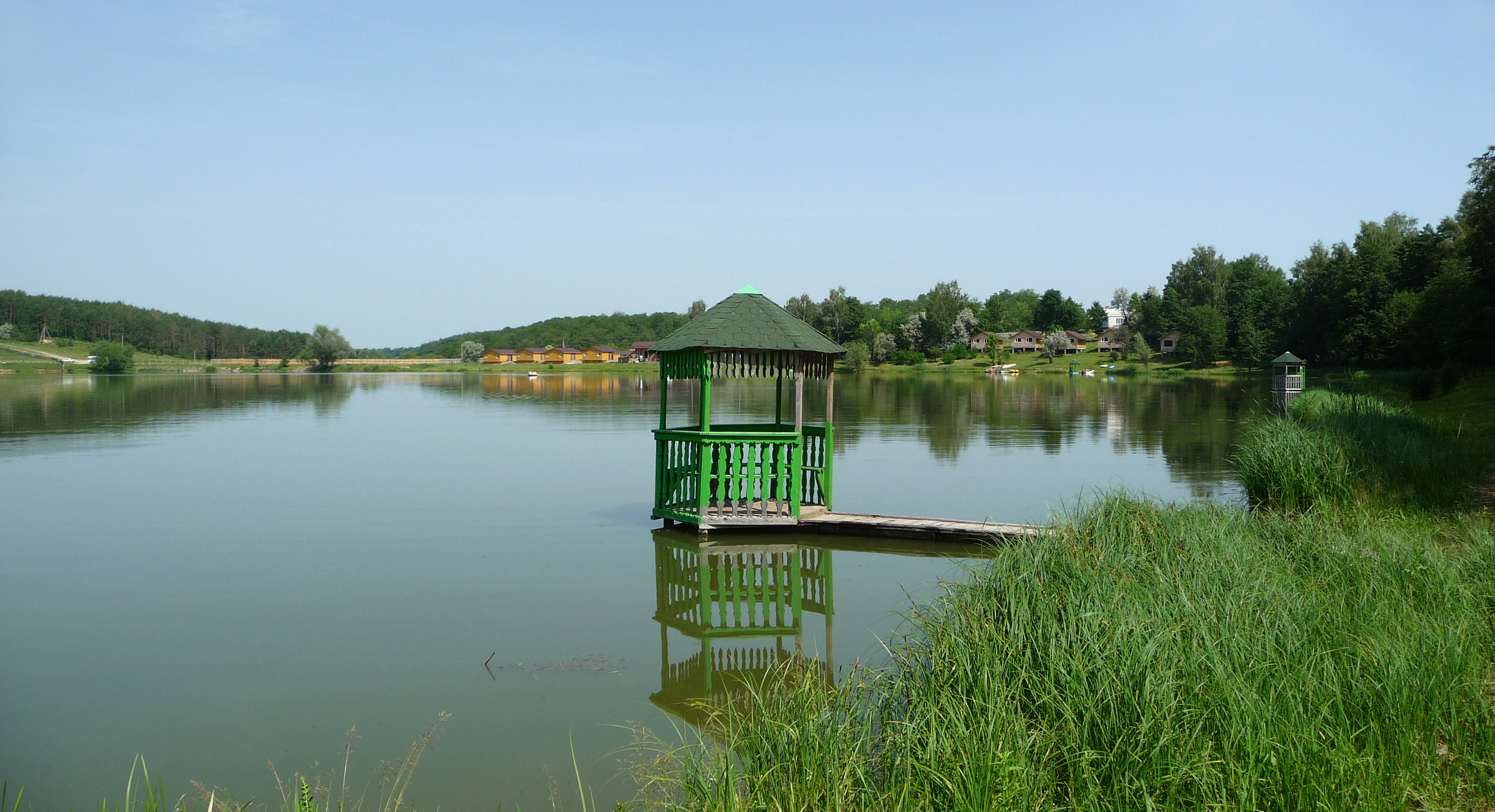